# Oinochoé

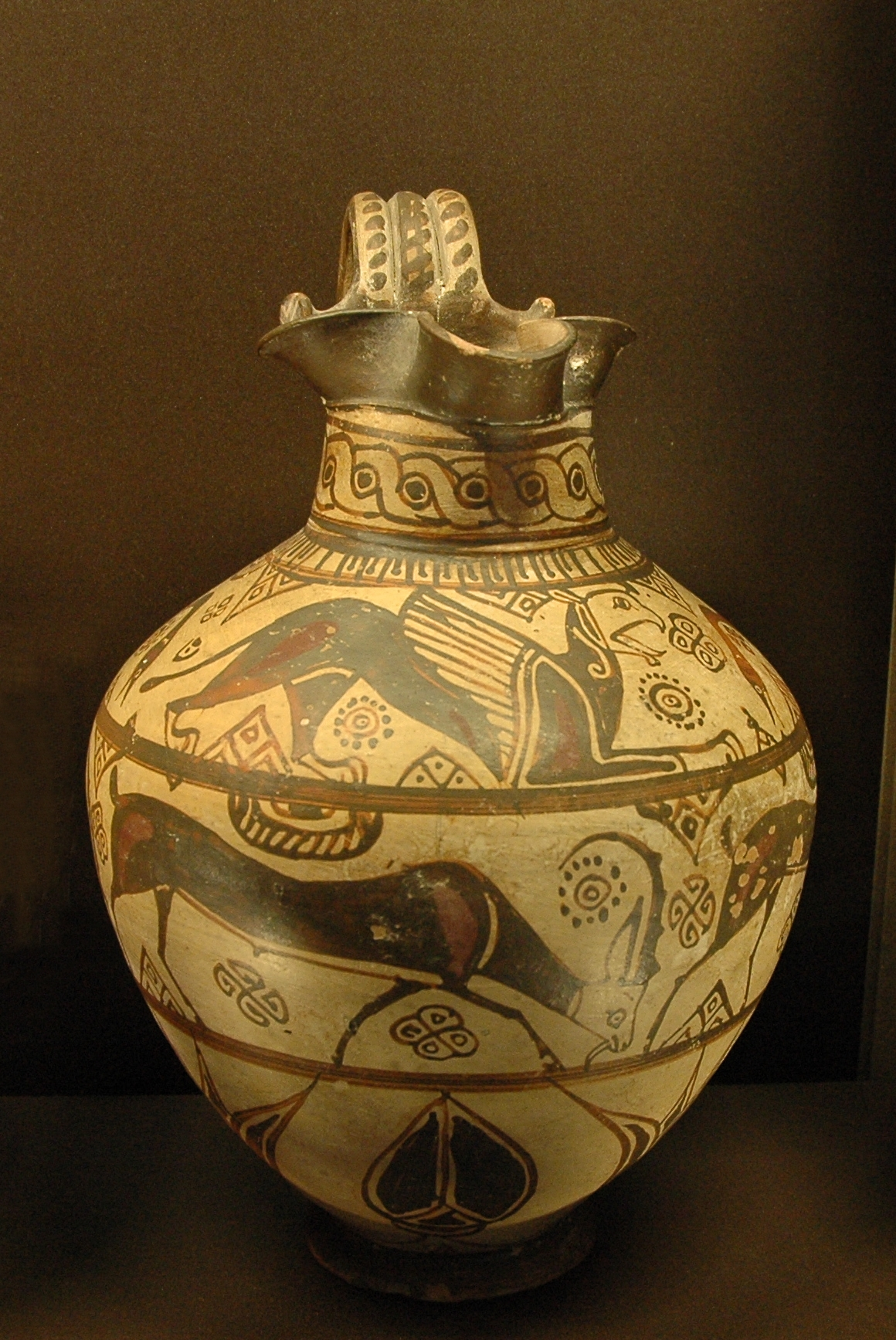
Orientalizující oinochoé s divokou kozou - Rhodos, kolem 625 – 600 př. n. l.

Oinochoé (z řečtiny οἰνοχόη - konvice na víno; oinos = víno, cheó = liji) je starověká řecká nádoba na nabírání a nalévání vína s jedním vertikálním uchem. V Řecku se objevuje již v geometrickém období a společně s lékythem se objevuje jako častý obětní dar na pohřebištích.
Někdy je také nazývána οlpé, ale tento výraz může v odborné literatuře představovat různé typy konvic.